# أوكرانيا في الألعاب الأولمبية
أوكرانيا في الألعاب الأولمبية الألعاب الأولمبية لها شعبية كبيرة في أوكرانيا ،تقوم اللجنة الأولمبية الأوكرانية بإدارة شؤون مشاركة أوكرانيا في الألعاب الأولمبية، أول مشاركة رسمية لأوكرانيا في الألعاب الأولمبية كانت في دورة 1996 في أتالانتا في الولايات المتحدة ومشاركتها الأولى في الألعاب الأولمبية الشتوية كانت في دورة 1994 في ليلهامر في النرويج، بينما مشاركاتها السابقة كانت فيها أوكرانيا جزء من الفريق الموحد في دورة 1992 وكجزء من الإتحاد السوفييتي من 1954 إلى 1988 وكجزء من الإمبراطورية الروسية والإمبراطورية النمساوية المجرية من 1896 إلى 1912.
حققت أوكرانيا نتائج جيدة منذ مشاركتها في الألعاب الأولمبية وعادةً ما كانت تحتل المراتب ال20 الأولى في كل دورة في قائمة أكثر الدول فوزاً بالميداليات ، حيث حققت المركز التاسع في دورة 1996 والمركز ال21 في دورة 2000 و المركز 13 في دورة 2004 و المركز ال11 في دورة 2008 والمركز ال14 في دورة 2012، وأكثر الرياضات التي فازت أوكرانيا بالميداليات هي الجمباز والملاكمة والسباحة والرماية والمصارعة وألعاب القوى ورفع الأثقال والتجديف والمبارزة، أما أكثر الرياضات التي تنافس عليها أوكرانيا في الألعاب الشتوية هي البياثلون والتزلج الفني على الجليد.